# Grassenbiwak
Das Grassenbiwak ist eine Schutzhütte des Schweizer Alpen-Clubs Sektion Engelberg in den Urner Alpen im Kanton Obwalden in der Schweiz.

## Lage und Betrieb
Die Hütte steht auf dem Tierberg zwischen Titlis und Grassen und beim Wendenjoch zwischen Engelberg und Gadmen auf 2647 m ü. M. Sie wird von der Sektion Engelberg des Schweizer Alpen-Clubs betrieben und ist nicht bewartet.

## Geschichte
Das 1970 im Stil von Jakob Eschenmoser erbaute kleine viereckige Biwak hat einen einfachen Aufenthalts-/Schlafraum. Es ist unbewartet und für Selbstkochende. Das Biwak ist auf einer alpinen Wegspur mit Gletscherquerungen ab Engelberg/Herrenrüti  erreichbar. Im Sommer sind vom Biwak aus Besteigungen und Kletterziele und im Winter Ski- und Schneeschuhtouren möglich. Es bietet einen Blick auf vier Gletscher und die Titliswand.

## Zustiege
- Von Engelberg/Herrenrüti über Ober Stäfeli und Gorisegg (Normalroute) in 5 Stunden, Aufstieg 1590 Höhenmeter, Schwierigkeitsgrad T4.
- im Winter mit Ski: Von Gadmen über den Wendenboden in 4 ½ bis 5 Stunden, Aufstieg 1470 Höhenmeter, Schwierigkeitsgrad ZS-.